# 最低所得保障
最低所得保障（Guaranteed minimum income），又稱最低收入保證，是指為保障公民全體個人與家庭，皆能享有最低限度所得，以維持生存與生活尊嚴及經濟安全，免於貧窮的相關社會福利制度、構想與措施，條件因不同制度而有所差異，包括有資格限制的社會福利、救濟，或無條件基本收入等。
最低所得保障的方式，包括
- 無條件基本所得 (Basic Income)，指沒有條件、資格限制，只需要是該國的國民（某地區的居民，或某團體組織的成員），就可以定期獲得一定金額的金錢，以滿足基本生活條件，保障經濟安全。
- 負所得税 (Negative Income Tax)，指所得低於一定金額時，不但不必繳所得税，相反的，還可以領回退稅，做為對低所得者的補貼。
- 參與所得 (Participation Income)，由安東尼·巴恩斯·阿特金提出，指必須參與某些社會活動才能取得的收入種類，包括從事全職或兼職的有薪工作、自僱工作、創業、接受教育、進修或職訓、積極求職、在家從事家務及照顧嬰兒、孩童、老人、在經過認可的公益組織從事規律性的志願服務等，另外從事藝術創作等對社會有價值貢獻，但不易從市場中獲得收入的活動，也可藉由此制度獲得經濟補償，並替代無條件基本收入中，認可無償工作的功能。若是針對在家從事家務及照顧嬰兒、孩童、老人等無償家務勞動，提供有償化支付的給付，實踐"家務有給"，此部分又稱為家務津貼、扶養(照顧)津貼、育兒津貼。
- 工作保證（job guarantee），或以工代賑：讓有工作能力與意願的人，一定有工作機會，可政府單位自行提供工作機會或以雇用補貼鼓勵民間事業創造職缺，免除有就業能力、意願者因找不到工作所產生的失業問題，是就業上的扶助措施，也可作為救濟或社會福利的替代手段。
- 社會分紅 (Social Dividend)，或公民分紅 (Citizen's dividend)，將公共資產、土地、礦產或其他天然資源出售或投資所獲得的收益，分配給全民。
- 障礙年金 (Disability Pension)，或稱身心障礙津貼，維持身心障礙者經濟安全的措施。
- 參加社會保險以換取老年經濟安全，如國民年金、勞保、農保、公務員保險等。
- 低收入戶、中低收入戶補助：對經濟弱勢者的社會救助制度。
- 退休金，勞工退休後能獲得的的給付。
- 老人年金，保障老年人經濟安全的給付。
- 由國家或地方政府支付的孩童扶養費。
- 遇到重大災變、經濟衰退、疫情爆發時的紓困措施。

每個項目都有不同的給付條件與制度。
勞動市場則以最低工資作為勞工及受扶養人生存的保障。